# Warcq (Meuse)
Warcq is een gemeente in het Franse departement Meuse (regio Grand Est) en telt 144 inwoners (1999). De plaats maakt deel uit van het arrondissement Verdun.

## Geografie
De oppervlakte van Warcq bedraagt 5,1 km², de bevolkingsdichtheid is 28,2 inwoners per km².

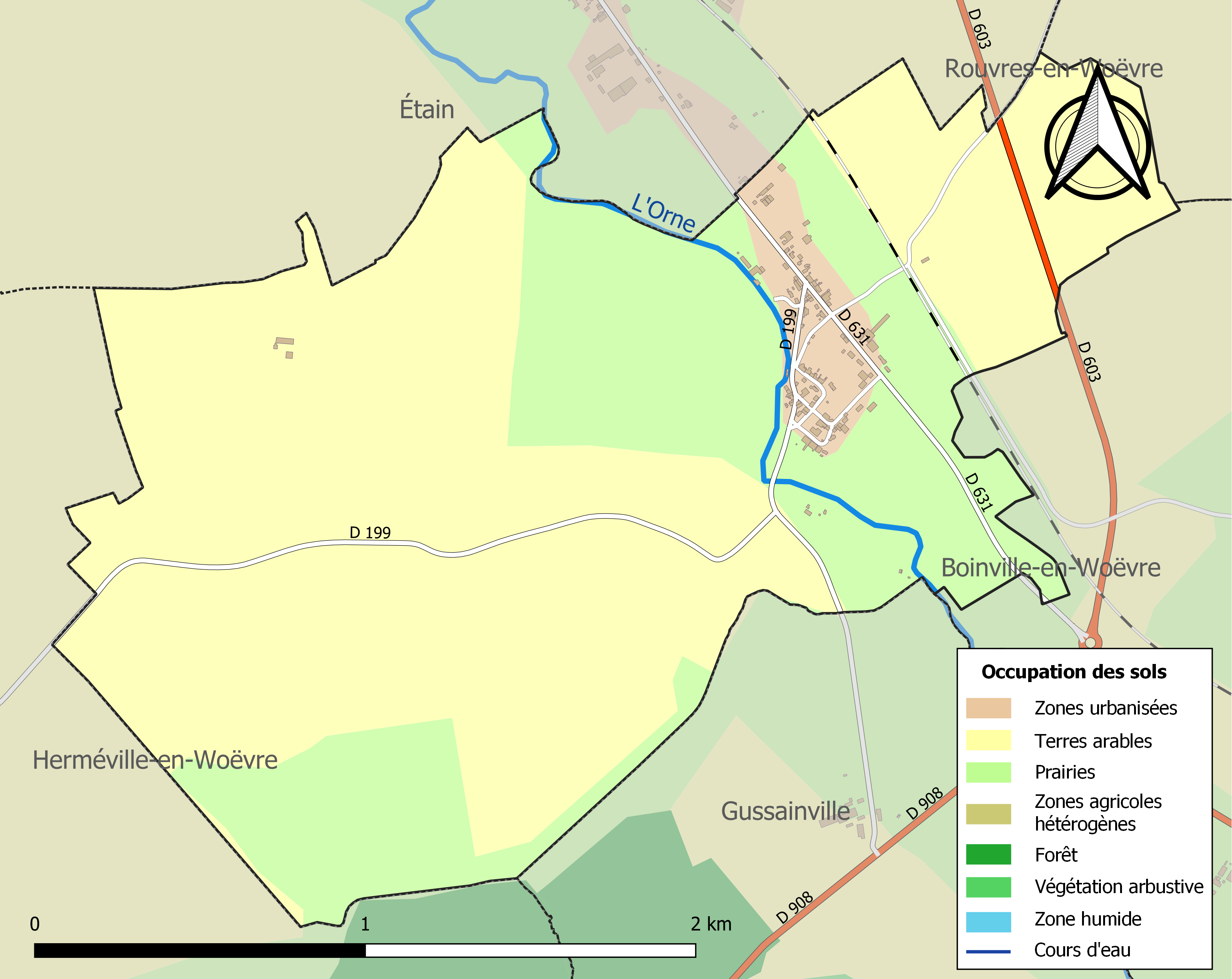
Kaart van de gemeente met de belangrijkste infrastructuur, bodemgebruik en omliggende gemeenten

## Demografie
Onderstaande figuur toont het verloop van het inwonertal (bron: INSEE-tellingen).